# Benedetto Ghirlandaio
Benedetto Ghirlandaio (Florència, 1458 - Florència 17 de juliol de 1497) va ser un pintor italià del Renaixement. Era germà dels pintors Davide Ghirlandaio (1452-1525) i Domenico Ghirlandaio (1449-1494) i oncle del també pintor Ridolfo Ghirlandaio (1483-1561).